# Saint-Sauveur-Marville
Saint-Sauveur-Marville és un municipi francès, situat al departament de l'Eure i Loir i a la regió de Centre – Vall del Loira. L'any 2007 tenia 933 habitants.

## Demografia

### Població
El 2007 la població de fet de Saint-Sauveur-Marville era de 933 persones. Hi havia 323 famílies, de les quals 52 eren unipersonals (36 homes vivint sols i 16 dones vivint soles), 105 parelles sense fills, 154 parelles amb fills i 12 famílies monoparentals amb fills.
La població ha evolucionat segons el següent gràfic:
Habitants censats

### Habitatges
El 2007 hi havia 384 habitatges, 327 eren l'habitatge principal de la família, 51 eren segones residències i 6 estaven desocupats. 379 eren cases i 4 eren apartaments. Dels 327 habitatges principals, 299 estaven ocupats pels seus propietaris, 23 estaven llogats i ocupats pels llogaters i 5 estaven cedits a títol gratuït; 2 tenien una cambra, 9 en tenien dues, 50 en tenien tres, 82 en tenien quatre i 184 en tenien cinc o més. 253 habitatges disposaven pel capbaix d'una plaça de pàrquing. A 123 habitatges hi havia un automòbil i a 186 n'hi havia dos o més.

### Piràmide de població
La piràmide de població per edats i sexe el 2009 era:
| Homes | Edats   | Dones |
| ----- | ------- | ----- |
| 0     | 95 o +  | 0     |
| 0     | 90 a 94 | 8     |
| 4     | 85 a 89 | 4     |
| 4     | 80 a 84 | 4     |
| 4     | 75 a 79 | 12    |
| 0     | 70 a 74 | 4     |
| 20    | 65 a 69 | 8     |
| 24    | 60 a 64 | 16    |
| 28    | 55 a 59 | 12    |
| 36    | 50 a 54 | 24    |
| 24    | 45 a 49 | 32    |
| 28    | 40 a 44 | 36    |
| 48    | 35 a 39 | 32    |
| 20    | 30 a 34 | 36    |
| 16    | 25 a 29 | 8     |
| 20    | 20 a 24 | 12    |
| 44    | 15 a 19 | 24    |
| 28    | 10 a 14 | 40    |
| 36    | 5 a 9   | 44    |
| 20    | 0 a 4   | 24    |

## Economia
El 2007 la població en edat de treballar era de 623 persones, 464 eren actives i 159 eren inactives. De les 464 persones actives 422 estaven ocupades (232 homes i 190 dones) i 41 estaven aturades (18 homes i 23 dones). De les 159 persones inactives 50 estaven jubilades, 58 estaven estudiant i 51 estaven classificades com a «altres inactius».

### Ingressos
El 2009 a Saint-Sauveur-Marville hi havia 335 unitats fiscals que integraven 939,5 persones, la mediana anual d'ingressos fiscals per persona era de 18.800 €.

### Activitats econòmiques
Dels 26 establiments que hi havia el 2007, 1 era d'una empresa alimentària, 2 d'empreses de fabricació d'altres productes industrials, 5 d'empreses de construcció, 7 d'empreses de comerç i reparació d'automòbils, 1 d'una empresa de transport, 3 d'empreses de serveis, 5 d'entitats de l'administració pública i 2 d'empreses classificades com a «altres activitats de serveis».
Dels 7 establiments de servei als particulars que hi havia el 2009, 2 eren autoescoles, 1 paleta, 1 fusteria, 1 lampisteria i 2 electricistes.
Dels 2 establiments comercials que hi havia el 2009, 1 era una botiga de menys de 120 m² i 1 una joieria.
L'any 2000 a Saint-Sauveur-Marville hi havia 14 explotacions agrícoles que ocupaven un total de 960 hectàrees.

## Poblacions més properes
El següent diagrama mostra les poblacions més properes.